# 行德宮 (太平)
24°08′44″N 120°43′26″E / 24.145578°N 120.723973°E
行德宮，舊名菲賓大哥廟，是位於臺灣臺中市太平區中山里活動中心旁的有應公廟，祭拜當地傳說中的一位菲律賓國際移工。

## 沿革

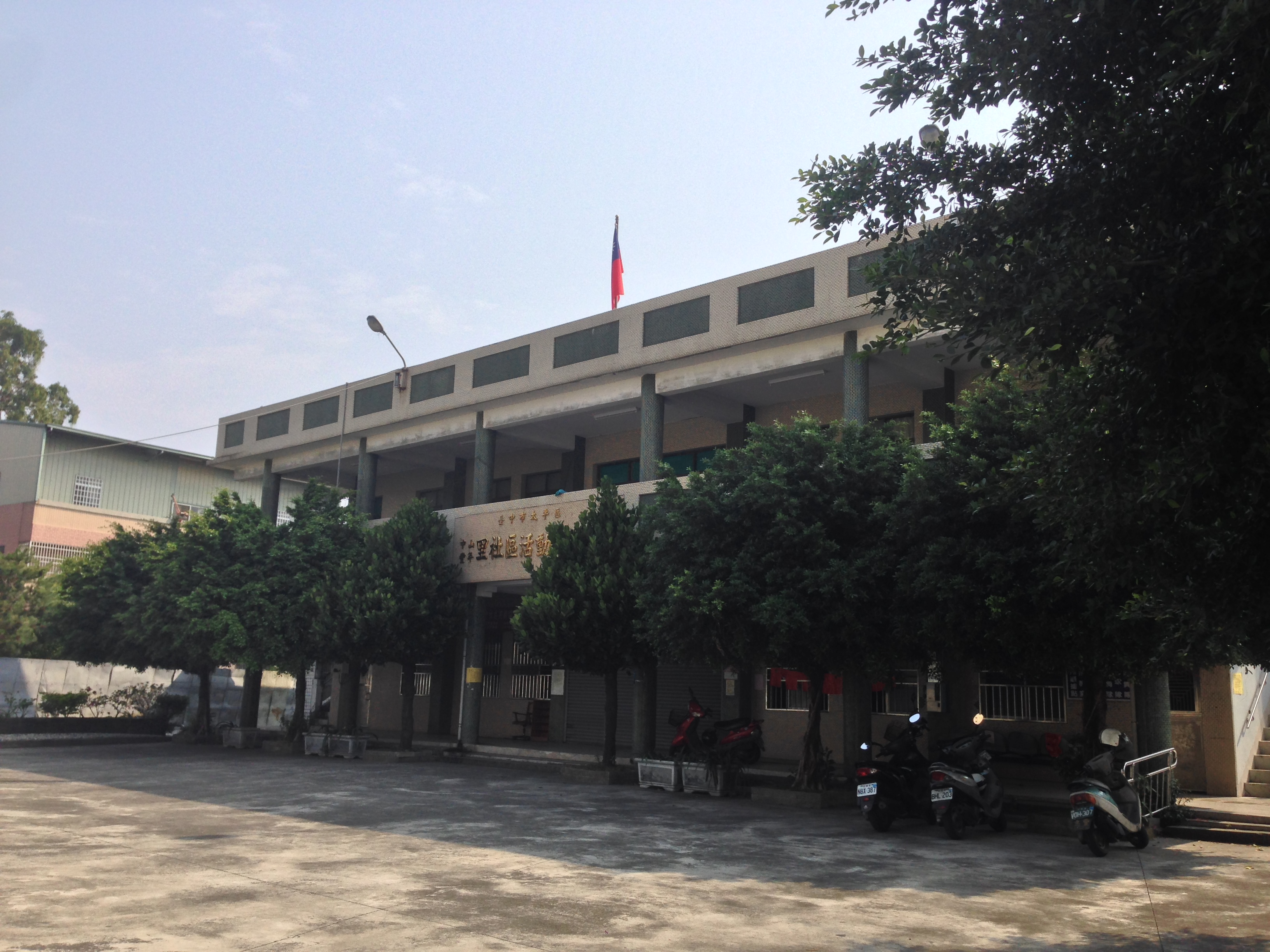
台中市太平區中山、豐年社區活動中心

當地民眾表示1980年代，當時盛行大家樂，有不少人前往中山里社區籃球場旁一處小石堆求明牌。外傳該籃球場將改建時，一天某人忽然講話異常，起初他所說的話沒人聽懂，接著才用不太標準的華語表示他是在臺灣工作的菲律賓人，多年前在河邊撿拾木材被洪水沖走，因此失去性命，最後被安奉在此，並希望眾人能為其蓋一間廟。其後地方人士就募款在今日太平市中山里活動中心旁蓋此廟，當時太平市不少國際移工得知此傳說後，就前往祭拜。
中山里長表示還有一位當地出遊的小姐被託夢，以及一位乩童講該菲律賓人希望落腳在此，於是建廟祭拜。2009年時則有記者指出該位男子是由菲律賓漂流至香港的水流屍，於女子赴港遊玩時附身，待女子回臺才透過乩童傳達此事。
2002年時該廟是設在雨棚裡，門匾寫有「菲賓大哥廟」，香爐後方神明牌位有其神位。2013年、2014年報導時此廟已稱為「行德宮」，並舉辦慈善活動。

## 祭祀
2002年採訪時，當地人已祭拜「菲賓大哥」近二十年。至於為何不稱為「菲律賓大哥」，記者也表示無從考證。
2002年樂透彩開辦後該廟信眾增加，除了本地人之外，還有不少菲律賓和泰國移工來祭拜求明牌，同年在有泰國移工中樂透彩頭獎後，信眾更加踴躍。2004年8月初，在樂透頭彩累積高達新台幣十億元的吸引下，不少移工也至此廟祈求。
2014年報導時，還有祭拜九天玄女。